# Ordensburg Braunsberg
Die Burg Braunsberg war eine Ordensburg des Deutschen Ordens in der damals ostpreußischen Stadt Braunsberg, heute Braniewo.  

## Bauwerk
Die Burg war eine zweiflügelige Anlage auf rechteckigem Grundriss und lag innerhalb der Stadt an deren südlichem Rand. Im Westen bestand eine Vorburg. Die Lage der Burg ist ungewöhnlich für preußische Burgen, die normalerweise außerhalb der Städte lagen. Das Erscheinungsbild von Burg und Stadt ist in einer Stadtansicht von 1635 überliefert. Durch den heute erhaltenen Torturm führte der Weg von der Vorburg in die Hauptburg. Im Obergeschoss des Turms befindet sich eine bemerkenswerte zweigeschossige Kapelle. Von Süden her kam man durch ein Tor in der Stadtmauer direkt in die Hauptburg. Die Wohnflügel des Bischofs waren relativ klein, was sich vermutlich aus der frühen Entstehungszeit der Burg erklärt.

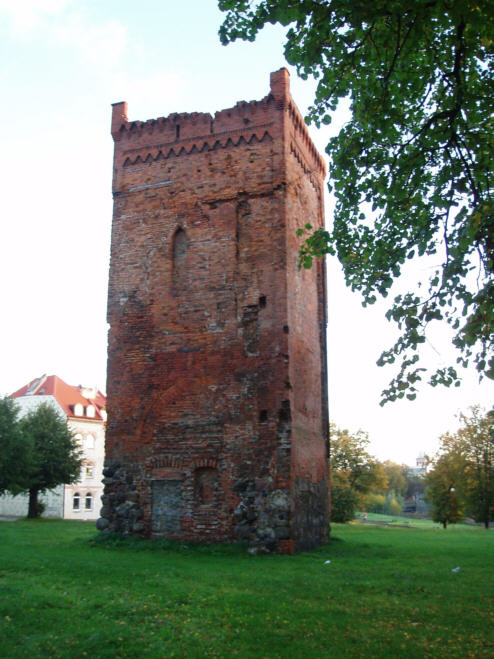
Torturm

## Geschichte
1240 wurde die Ordensburg Braunsberg an der Passarge erbaut und fiel bereits 1242 einem Prußenaufstand zum Opfer. 1243 teilte der päpstliche Legat Wilhelm von Modena das Ordensland in vier Diözesen auf; eine davon wurde das Ermland. 1260 wurde die Burg abermals in einem Prußenaufstand zerstört. Der Ausbau der Burg in Stein erfolgte wohl um 1300. 1340 nahm der Bischof Herman von Prag in der Burg seine Residenz. Im Jahr 1396 zerstörten Braunsberger Bürger die stadtseitige Burgmauer. Ordensmeister Konrad von Jungingen zwang die Bürger zum Wiederaufbau. 
In den Jahren 1454, während des Dreizehnjährigen Kriegs, und 1519, während des Reiterkriegs, wurde die Burg erobert und geplündert. Nach dem Dreizehnjährigen Krieg kam das Ermland unter die polnische Krone. 1565 gründete Stanislaus Hosius in der Burg Braunsberg das Lyceum Hosianum. Ab 1811 wurde die Burg zur Nutzung als Schule umgebaut. 
Die im Zweiten Weltkrieg stark beschädigte Burg wurde bis auf den Torturm abgetragen.
Von der ehemaligen Burg sind nur noch der Eckturm, der sogenannte Pfaffenturm und der Wehrgang mit dem Wassergraben erhalten. Man kann aber noch gut den quadratischen Grundriss der ehemaligen Ordensburg an den Schulgebäuden ablesen.